# Голден (Західна Вірджинія)
Голден (англ. Holden) — переписна місцевість (CDP) в США, в окрузі Лоґан штату Західна Вірджинія. Населення — 783 особи (2020).

## Географія
Голден розташований за координатами 37°49′10″ пн. ш. 82°4′53″ зх. д. / 37.81944° пн. ш. 82.08139° зх. д. (37.819353, -82.081279).  За даними Бюро перепису населення США в 2010 році переписна місцевість мала площу 9,67 км², з яких 9,67 км² — суходіл та 0,00 км² — водойми.

## Демографія
Згідно з переписом 2010 року, у переписній місцевості мешкало 876 осіб у 337 домогосподарствах у складі 252 родин. Густота населення становила 91 особа/км².  Було 379 помешкань (39/км²).
Расовий склад населення:
| - 94,1 % — білих - 4,8 % — чорних або афроамериканців - 0,3 % — корінних американців - 0,3 % — азіатів |

До двох чи більше рас належало 0,5 %. Частка іспаномовних становила 0,9 % від усіх жителів.
За віковим діапазоном населення розподілялося таким чином: 21,1 % — особи молодші 18 років, 65,7 % — особи у віці 18—64 років, 13,2 % — особи у віці 65 років та старші. Медіана віку мешканця становила 38,9 року. На 100 осіб жіночої статі у переписній місцевості припадало 93,4 чоловіків;  на 100 жінок у віці від 18 років та старших — 89,8 чоловіків також старших 18 років.
Середній дохід на одне домашнє господарство  становив 59 245 доларів США (медіана — 48 958), а середній дохід на одну сім'ю — 66 991 долар (медіана — 50 000). За межею бідності перебувало 0,9 % осіб, у тому числі 0,0 % дітей у віці до 18 років та 0,0 % осіб у віці 65 років та старших.
Цивільне працевлаштоване населення становило 255 осіб. Основні галузі зайнятості: освіта, охорона здоров'я та соціальна допомога — 67,5 %, роздрібна торгівля — 7,1 %, науковці, спеціалісти, менеджери — 5,9 %.